# Waldbestand Neuländer Straße

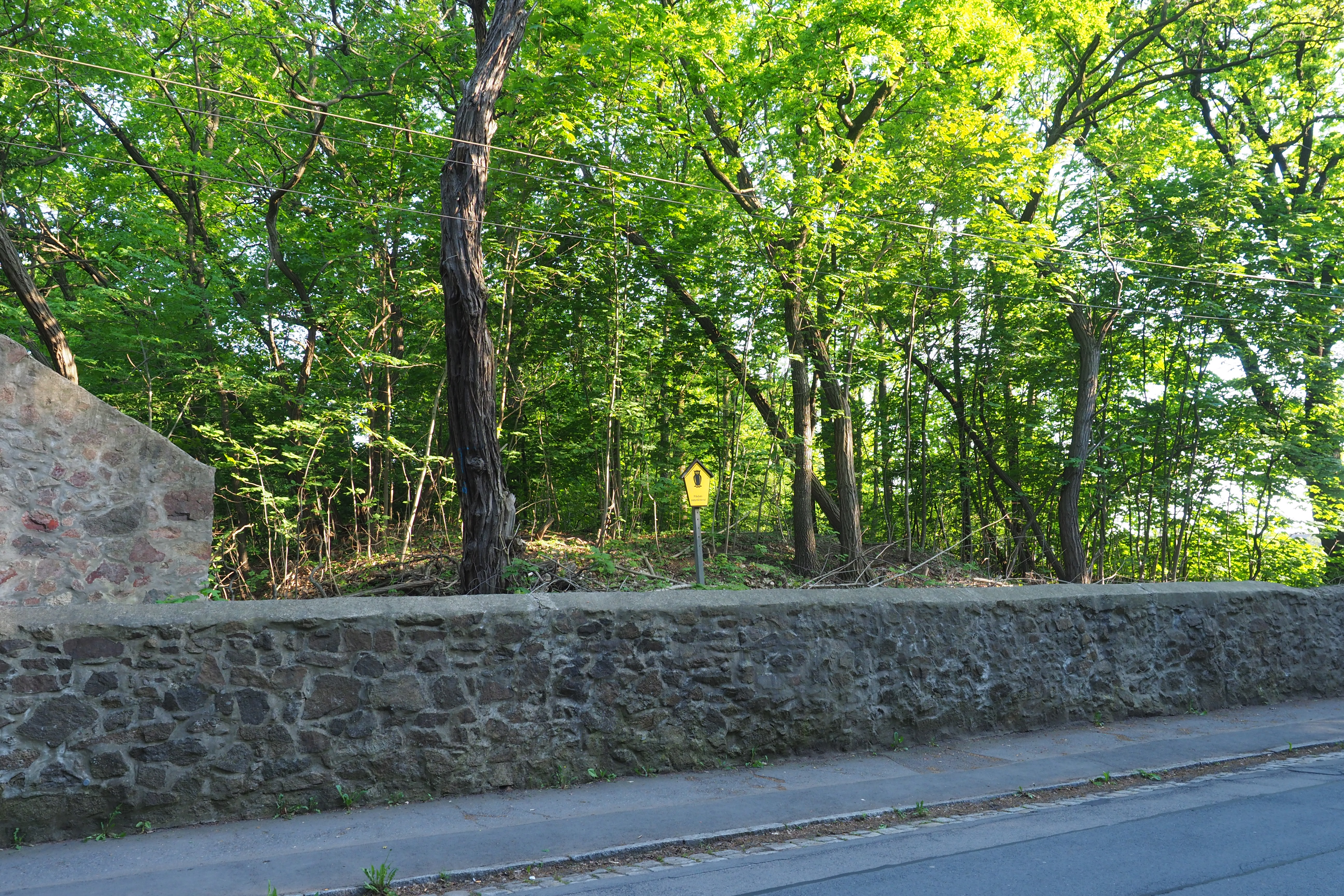
Waldbestand Neuländer Straße

Der Waldbestand Neuländer Straße ist ein Flächennaturdenkmal (ND 41) im Dresdner Stadtteil Trachau.

## Lage
Der Waldbestand liegt im Nordwesten der sächsischen Landeshauptstadt Dresden im Stadtbezirk Pieschen zwischen der Neuländer Straße und der Schützenhofstraße, am südlichen Rand des als Junge Heide bezeichneten Teils der Dresdner Heide.

## Beschreibung
Der Waldbestand ist ein 3,6 Hektar großer bodensaurer naturnaher Eichen-Kiefern-Mischwald, der seit 1996 als Flächennaturdenkmal unter Schutz steht. Im Schutzgebiet befinden sich außerdem eine Grasnelkenflur und Sandtrockenrasenflächen mit Vorkommen des Berg-Sandglöckchens.
Im Jahr 2016 wurden im Waldbestand Forstarbeiten durchgeführt, die in erster Linie der Verkehrssicherungspflicht dienten. Zudem wurden mehrere Eichen gefällt, um anderen ein besseres Wachstum zu ermöglichen; außerdem wurde eine invasive Spätblühende Traubenkirsche entnommen. Diese Maßnahmen sorgten bereits im Vorfeld für Unmut in der Bevölkerung, so wurde zum Beispiel eine Unterschriftensammlung gegen die geplanten Forstarbeiten initiiert.